# Compagnie spatiale portugaise
La Compagnie spatiale portugaise (CSP), en portugais Companhia Espacial Portuguesa (CEP), était une société du Portugal gérant une station de suivi de satellites dans le parc technologique Taguspark (en) à Oeiras dans l'agglomération de Lisbonne depuis 2006. Le 18 mars 2019, elle est remplacée par Portugal Space Agency.

## Fiche
- Pays :  Portugal
- Siège : Lisbonne
- Date de création : 1989[réf. nécessaire]
- Capacité : Station de suivi de satellites

## Satellites artificiels
- ISTSAT-1 : Premier projet de nanosatellite conçu par l'Université de Lisbonne sur des travaux de la CEP[1]

## Site
- CS5CEP - Centro Espacial Português